# Shadows Are Security
Shadows Are Security – trzeci album grupy As I Lay Dying z 2005 roku.

## Lista utworów
1. "Meaning in Tragedy" – 3:12
2. "Confined" – 3:11
3. "Losing Sight" – 3:24
4. "The Darkest Nights" – 3:51
5. "Empty Hearts" – 2:48
6. "Reflection" – 3:11
7. "Repeating Yesterday" – 4:02
8. "Through Struggle" – 3:58
9. "The Truth of My Perception" – 3:06
10. "Control is Dead" – 2:56
11. "Morning Waits" – 3:56
12. "Illusions" – 5:48

## Single
- 2005: "Confined"
- 2005: "Through Struggle"
- 2006: "The Darkest Nights"

## Teledyski
- 2005: "Confined" (reż. Christopher Sims)
- 2005: "Through Struggle" (reż. Lex Halaby)
- 2006: "The Darkest Nights" (reż. Darren Doane)

## Twórcy
- Tim Lambesis – śpiew
- Jordan Mancino – perkusja
- Phil Sgrosso – gitara elektryczna
- Nick Hipa – gitara elektryczna
- Clint Norris – gitara basowa, śpiew